# Mlînî, Nadvirna
Mlînî (în ucraineană Млини) este un sat în comuna Hvizd din raionul Nadvirna, regiunea Ivano-Frankivsk, Ucraina.

## Demografie
Componența lingvistică a localității Mlînî
     Ucraineană (100%)
Conform recensământului din 2001, toată populația localității Mlînî era vorbitoare de ucraineană (100%).